# Ernie Haase
Ernie Haase (Cynthiana, 12 december 1964) is een Amerikaanse singer-songwriter.
Haase bezocht met een beurs voor basketbal het Oakland City College in Oakland City. In Oakland sloot hij zich als tenor aan bij gospelgroep The Noblemen. Hij was betrokken bij diverse groepen, tot hij in 1986 lid werd van de gospelformatie Redeemed. Eind jaren 80 werd hij als solo-zanger actief. In het voorjaar van 1990 werd hij door zijn oude hogeschool gevraagd te zingen op een concert. Op die avond trad ook het Cathedral Quartet op, onder leiding van George Younce. Younce vroeg Haase om met zijn groep mee te doen en van 1990 tot 1999 was hij zanger bij 'the Cathedrals'. Haase trouwde in december 1990 met Lisa, een dochter van Younce.
Na 'the Cathedrals' begon Haase opnieuw een solocarrière. Van 2001 tot 2003 vormde hij daarnaast met Jake Hess, Wesley Pritchard en zijn schoonvader George Younce het Old Friends Quartet. In 2002 richtte hij Signature Sound op, waarmee hij nog steeds zingt. Met deze groep won hij een aantal Dove Awards.

## Discografie (solo)
- Journey on (1995)
- Amen! (1998)
- What a difference a day make (1998)
- Never alone (2000)
- Why I sing (2000)
- Songs of the Saviour (2001)
- Celebration time (2002)